# Якість землі
Я́кість землі́ — характеристика земельних ділянок, що визначається з метою встановлення їхньої придатності для використання у різних сферах життя суспільства. Через багатоманітність функції землі її якість оцінюють за різними критеріями.
Якість землі фіксується у державному земельному кадастрі, що містить сукупність відомостей і документів про якісний та кількісний стан земельних ресурсів, правовий режим земельних ділянок, їх розподіл між власниками та користувачами.
Важливих напрямів оцінки якості землі є бонітування ґрунтів, тобто порівняльна оцінка їх якості за основними природними властивостями, що мають сталий характер і істотно впливають на врожайність сільськогосподарських культур, вирощуваних у конкретних природно-кліматичних умовах. Бонітування ґрунтів проводиться за 100-бальною шкалою. Вищим балом оцінюються ґрунти з кращими властивостями, які мають найбільшу природну продуктивність.
Також передбачається здійснення економічної оцінки землі, тобто її оцінки як природного ресурсу та засобу виробництва в суспільстві та лісовому господарстві, а також як просторового базису в суспільному виробництві за показниками, що характеризують продуктивність земель, ефективність їх використання та дохідність з одиниці площі. Економічна оцінка земель різного призначення проводиться для порівняльного аналізу ефективності їх використання в умовних кадастрових гектарах або в грошовому виразі. Дані економічної оцінки земель є основою грошової оцінки земельних ділянок різного цільового призначення. Грошова оцінка земельних ділянок визначається на рентній основі. Залежно від призначення та порядку проведення грошова оцінка земельних ділянок може бути нормативною і експертною. Нормативна грошова оцінка земельних ділянок використовується для визначення розміру земельного податку, втрат сільськогосподарського та лісогосподарського виробництва, економічного стимулювання раціонального використання й охорони земель тощо. Експертна грошова оцінка використовується при укладенні та виконанні цивільно-правових угод щодо земельних ділянок (купівля-продаж, дарування, міна, застава тощо).